# Jüdischer Friedhof Benrath
Der Jüdische Friedhof Benrath liegt nicht in Benrath, sondern in Garath – beide Stadtteile der kreisfreien Stadt Düsseldorf in Nordrhein-Westfalen.
Auf dem von Wohnblocks umgebenen jüdischen Friedhof am Urdenbacher Altrhein in der Peter-Behrens-Straße sind 17 Grabsteine vorhanden.

## Geschichte
Der kleinste der noch vorhandenen jüdischen Friedhöfe in Düsseldorf wurde 1886 erwähnt. Er wurde bis zum Jahr 1923 belegt und diente den Juden aus Benrath, Urdenbach, Hilden und Himmelgeist als Begräbnisplatz. Bei einer Schändung im Jahr 2009 wurden von den 17 Grabsteinen neun umgeworfen, vier davon wurden dauerhaft zerstört.